# Zauroplit
Zauroplit (Sauroplites scutiger) – dinozaur z rodziny ankylozaurów (Ankylosauridae).
Żył w okresie wczesnej kredy (ok. 130-120 mln lat temu) na terenach wschodniej Azji. Długość ciała ok. 5-6 m, wysokość ok. 1,7 m, masa ok. 1 t. Jego szczątki znaleziono w Chinach (w prowincji Gansu).